# Acció del 4 d'abril de 1918
L'acció del 4 d'abril de 1918 va ser un combat naval lliurat en algun lloc de l'oceà Atlàntic durant la Primera Guerra Mundial.
Un U-boot de la Kaiserliche Marine no identificat va atacar tres vaixells de transport de tropes armats de l'exèrcit i l'armada dels Estats Units, però no va aconseguir causar danys als vaixells estatunidencs abans de ser enfonsat.

## L'acció
El 4 d'abril de 1918, els vaixells de transport de tropes armats USS Henry R. Mallory, USS Tenadores i USS Mercury es dirigien de nou als Estats Units en comboi després d'haver completat un viatge de transport de tropes a França.
A les 11.45 h del matí, un submarí alemany amb designació desconeguda va aparèixer i va disparar torpedes al Mallory. Els guaites a bord del transport van veure els torpedes i el vaixell va poder evadir l'atac amb èxit.
El submarí va ser albirat pels altres vaixells de transport estatunidencs; els tres vaixells van obrir foc amb les seves armes principals contra el submarí mentre se submergia. Llavors els vaixells van maniobrar per rodejar-lo i van llençar càrregues de profunditat en l'última ubicació coneguda dels alemanys. Els tres vaixells estatunidencs van acreditar l'enfonsament del submarí atacant.
El comboi va arribar als Estats Units al voltant del 13 d'abril del 1918.